# Napier (Nieuw-Zeeland)
Napier (Maori: Ahuriri) is de hoofdstad van de regio Hawke's Bay in Nieuw-Zeeland. 10 kilometer ten zuiden van Napier ligt Hastings.
Napier is een belangrijke havenstad. In de regio rondom Napier worden veel schapen gehouden, en het is een van de grootste producenten van appels, peren en steenvruchten. De regio is ook een grote wijnproducent.

## Geschiedenis
Napier heeft een rijke Maori-geschiedenis. In oktober 1769 zeilde kapitein James Cook de oostkust van Nieuw-Zeeland af en zag al dat hier de ideale plek lag voor een haven. Later kwamen hier Europese kolonisten om te handelen, op walvissen te jagen en missionariswerk te verrichten. Vanaf halverwege de 19e eeuw kwamen ook landbouwers en de eerste hoteleigenaren naar Napier. 
Door een aardbeving op 3 februari in het jaar 1931 werd een groot deel van de stad verwoest. Hierbij kwamen 258 mensen om het leven. De aardbeving had ook tot gevolg dat zo'n 40 km² land in het noordwesten van Napier dat onder water lag omhoogkwam. Het hele centrum werd direct weer opgebouwd en wel in de hoogtijdagen van de art deco. In 2007 is Napier, als eerste locatie in Nieuw-Zeeland, genomineerd voor de UNESCO Werelderfgoed-lijst vanwege zijn art-deco-architectuur. De nominatie werd overigens niet verzilverd.

## Pania
Volgens een Maori-mythe heeft Napier een eigen beschermvrouwe: de godin Pania. Pania was een zeemeermin die verliefd werd op een mens en zelfs een zoon voor hem baarde. Het liefste wat Pania wilde, was een mens worden en voor altijd met haar geliefde samenleven. Alleen stonden de andere zeemeerminnen dit niet toe en veranderden haar in een rif, zodat zij tot de dag van vandaag haar armen uitstrekt voor de kust van Napier.

## Klimaat
Napier heeft, door de gunstige ligging, een van de hoogste aantallen zonuren van Nieuw-Zeeland en heeft een warm en relatief droog klimaat met zomertemperaturen van ongeveer 25 °C en winters met 14 °C. Per jaar valt er ongeveer 800 mm regen.

## Economie

### Haven van Napier

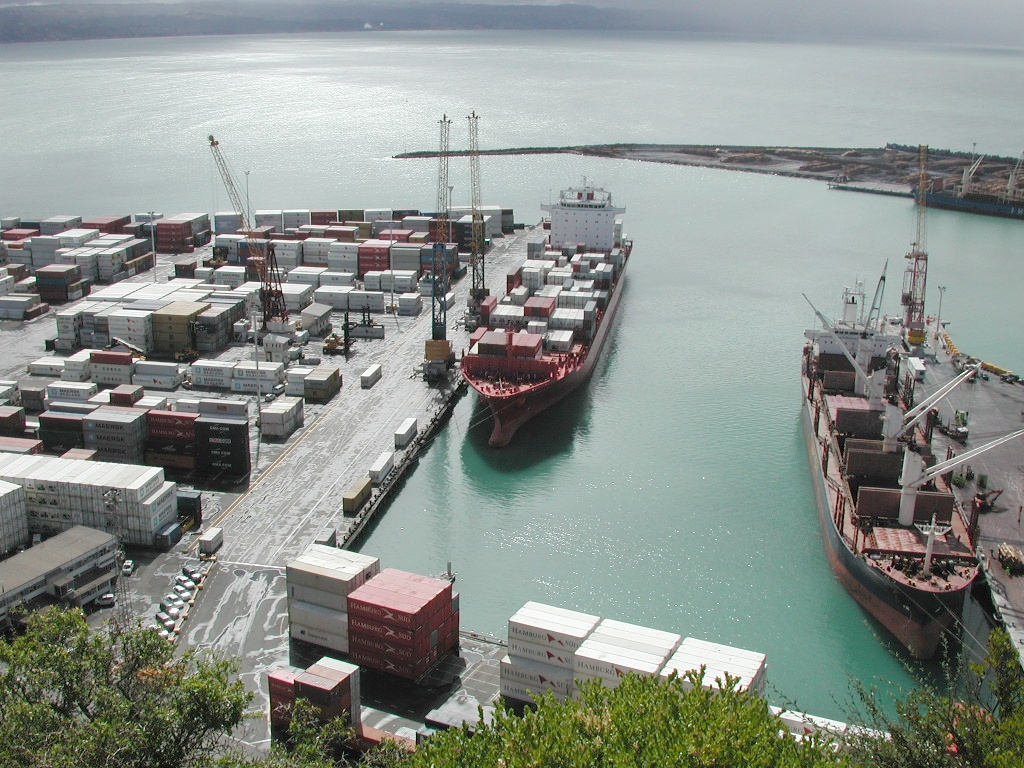
Zicht op de haven

Bij de stad ligt een belangrijke haven. In 1989 werd deze geprivatiseerd en het beheer is nu in handen van Napier Port. Per jaar wordt zo'n 4 miljoen ton lading in de haven overgeslagen en ook doen veel cruiseschepen de haven aan. Met 220.000 TEU in het gebroken boekjaar 2014, dat loopt tot 30 september 2014, was het de vierde containerhaven van het land, na Auckland, Tauranga en Lyttelton. Daarnaast werd nog 2,4 miljoen ton aan bulkgoederen verwerkt. Schepen met een maximale diepgang van 12,4 meter kunnen de haven aandoen. In 2014 was het cruiseschip Celebrity Solstice, met een lengte van 317 meter en een breedte van 37 meter, het grootste schip ooit dat de haven heeft bezocht.

### Toerisme
Napier-Hastings heeft een nationale luchthaven met onder andere verbindingen met Auckland en Wellington. De meeste toeristen komen hier voor de art deco, maar Napier heeft ook diverse musea, het nationaal aquarium en een botanische tuin. Vanuit Napier verkennen toeristen Hastings, Havelock North, Wairoa en Cape Kidnappers, waar een grote kolonie jan-van-genten nestelt.

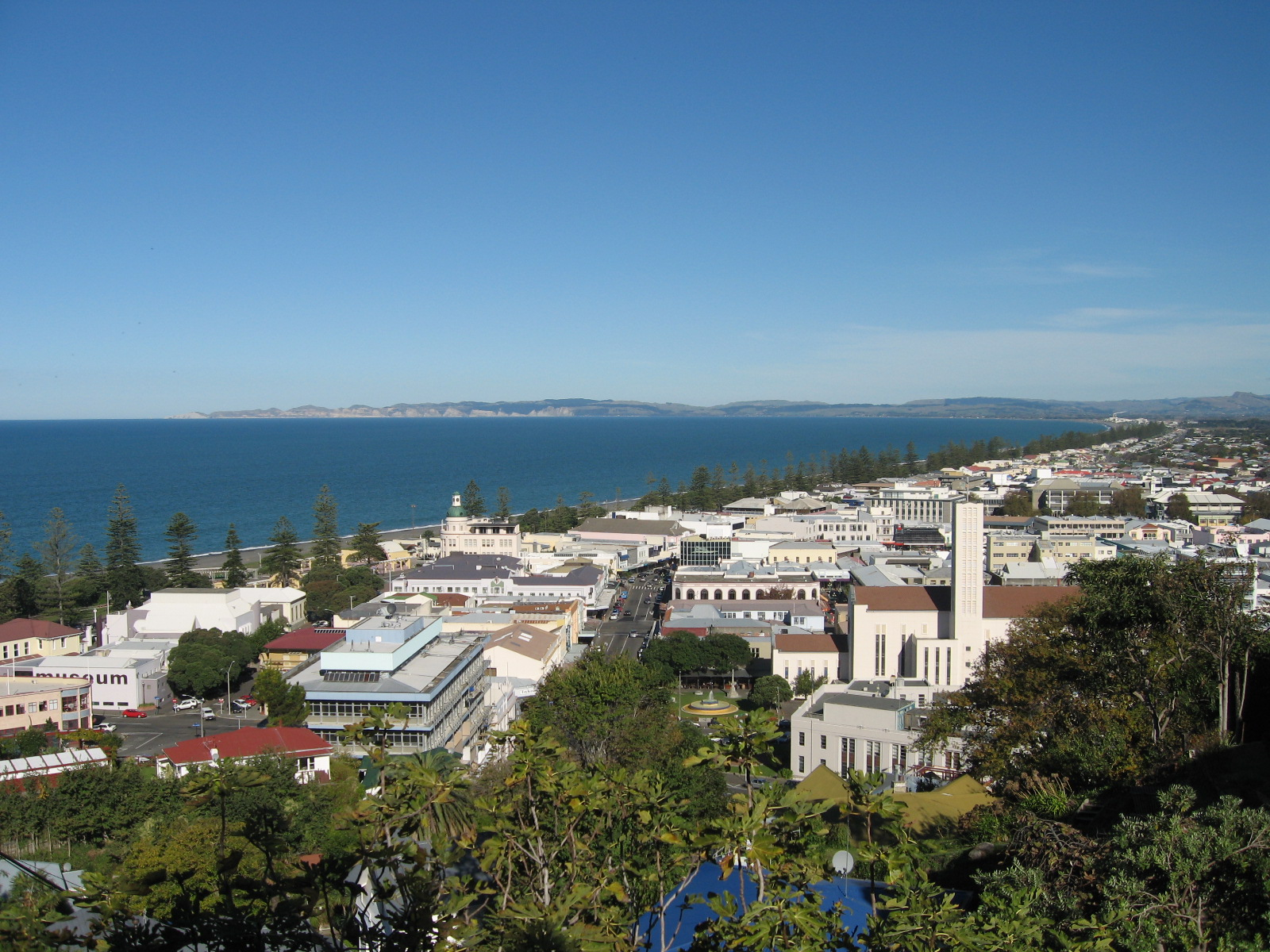
Zicht op de stad en baai
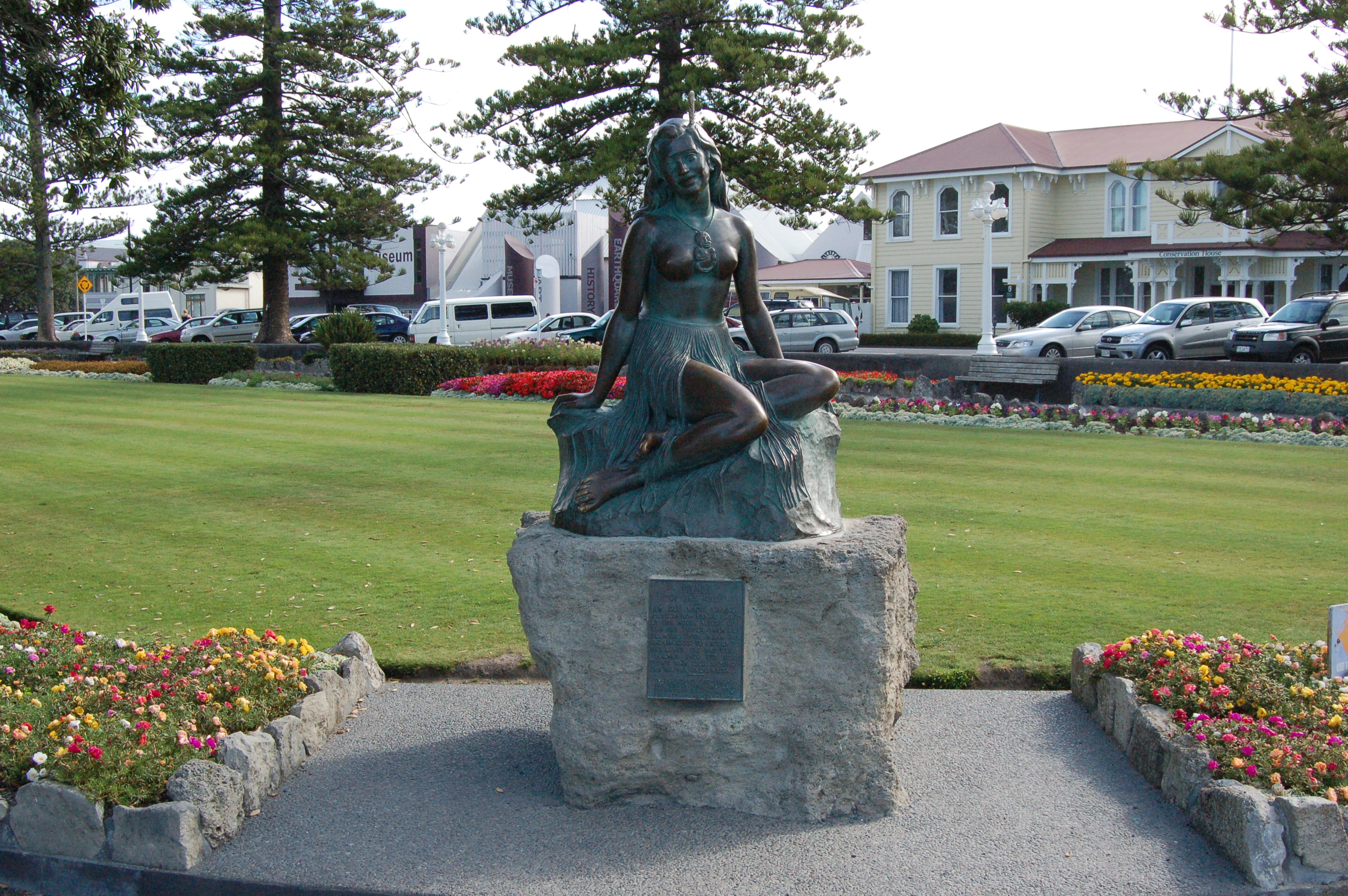
Godin Pania
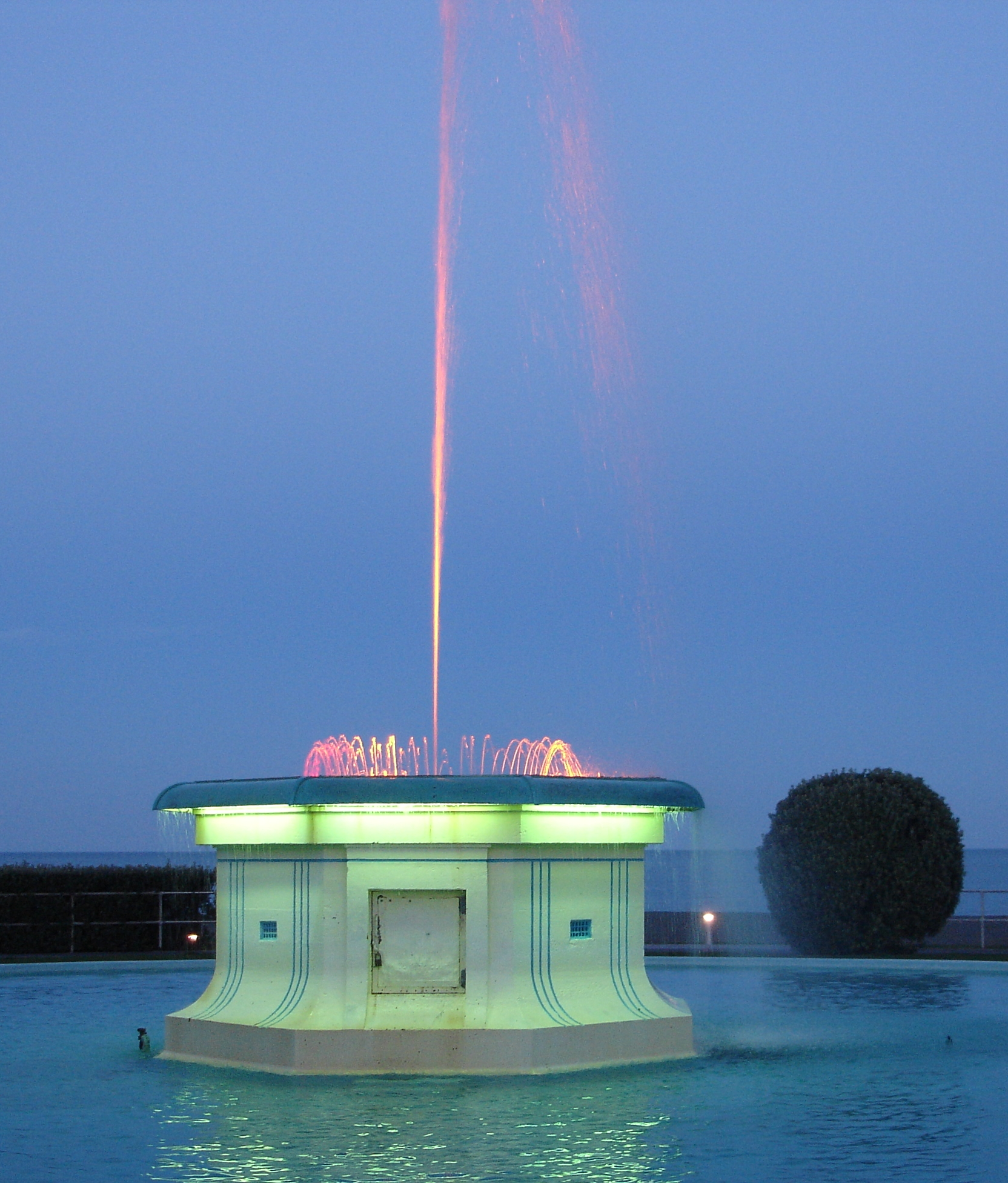
Napiers Tom Parker-fontein
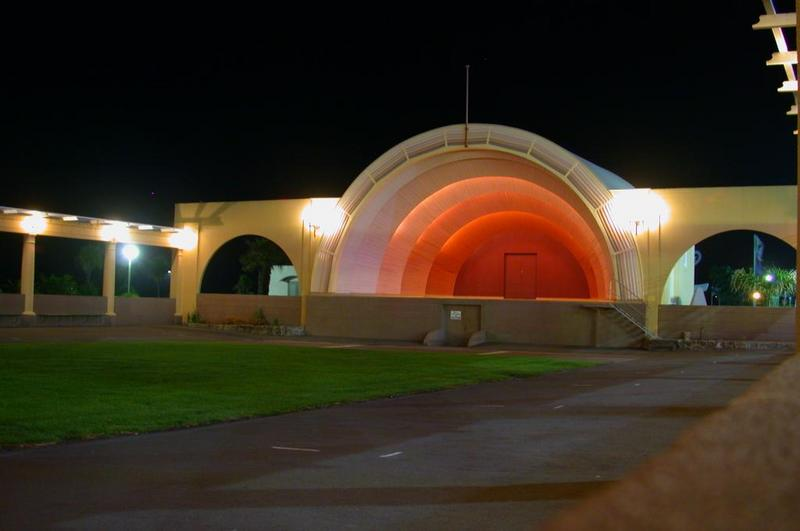
Sound Shell in Napier
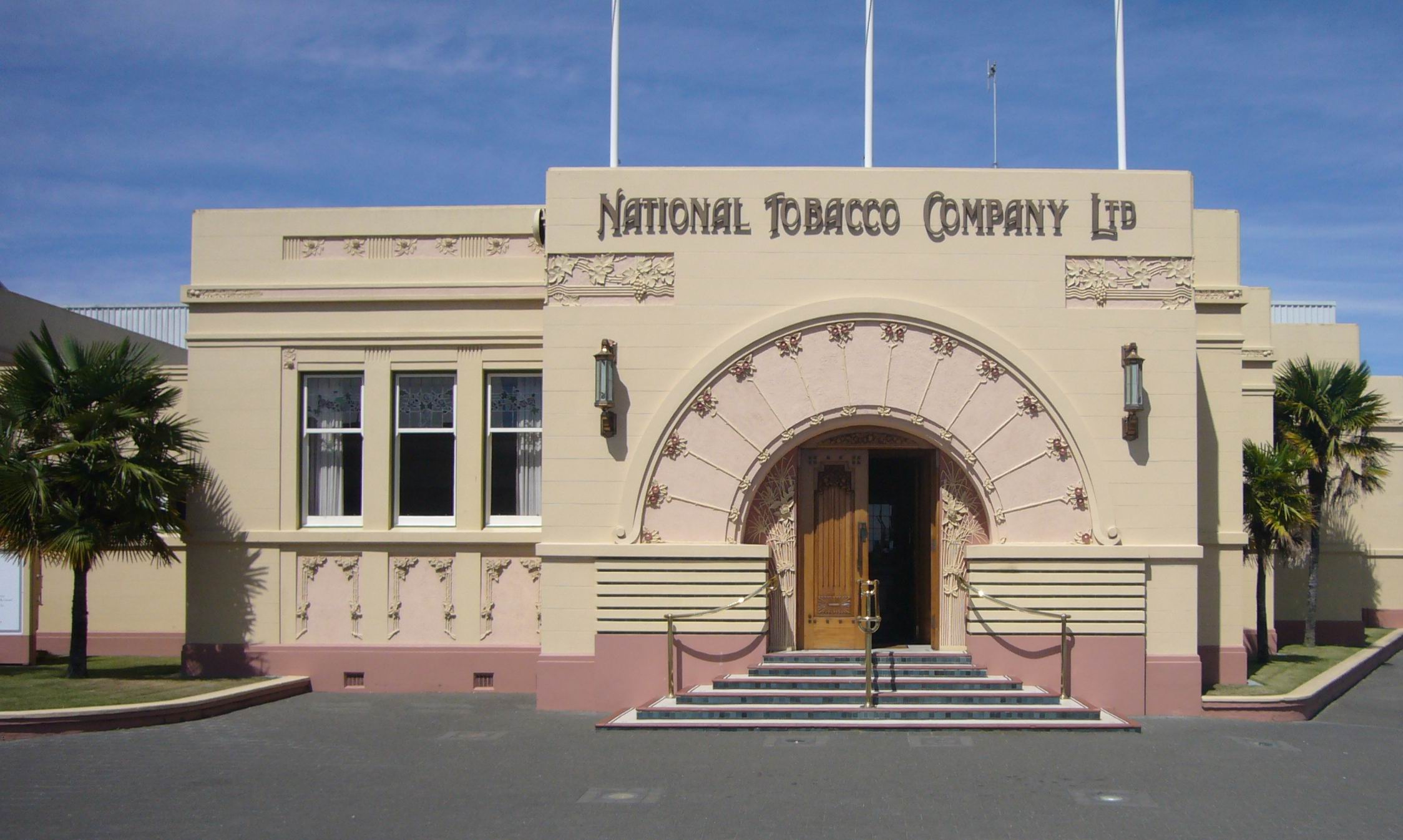
Gebouw in art-decostijl
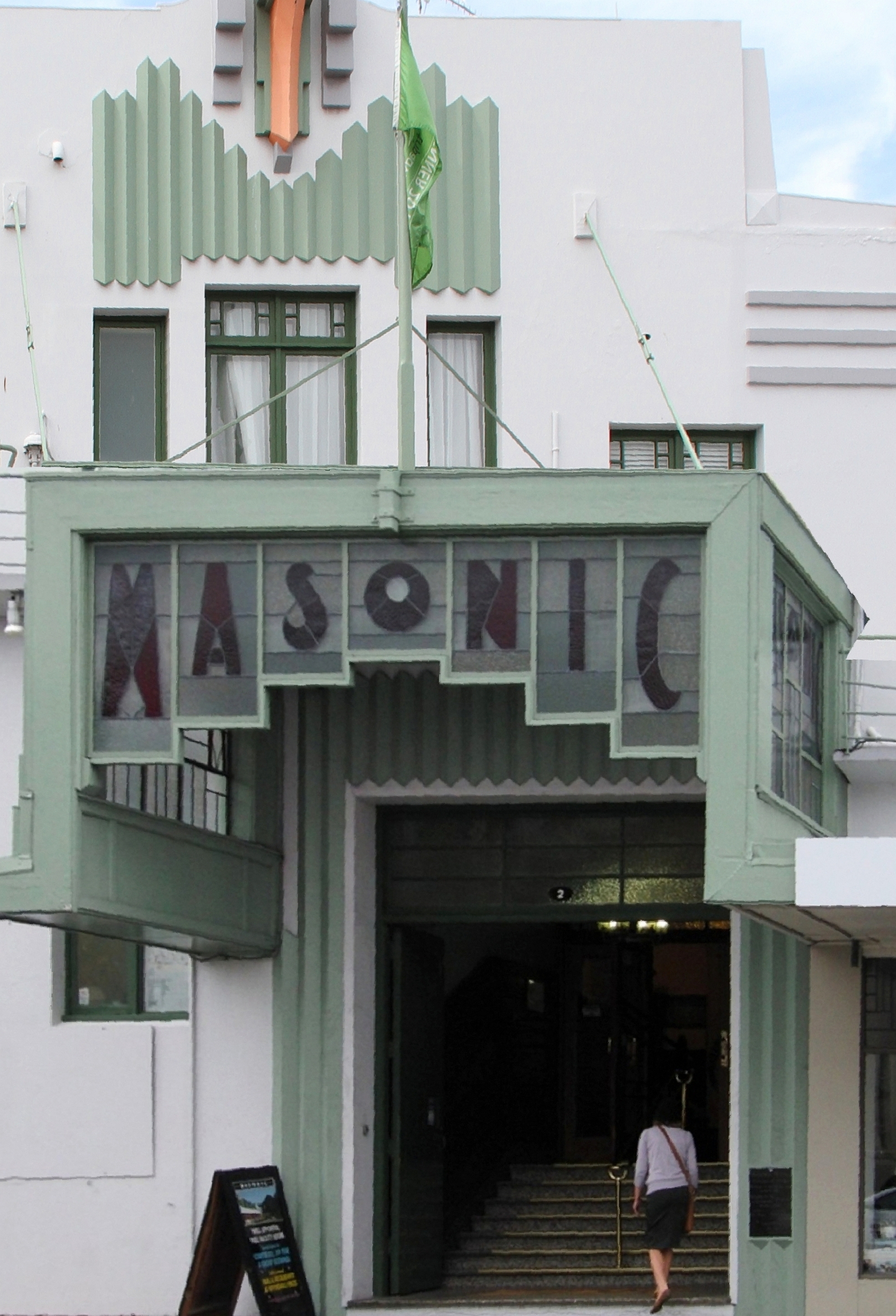
Ingang van het Masonic Hotel

## Partnersteden
Napier heeft drie partnersteden:
- Victoria, Brits-Columbia, Canada
- Lianyungang, Jiangsu, Volksrepubliek China
- Tomakomai, Hokkaido, Japan

## Geboren
- Kris Gemmell (1977), triatleet